# 君子は庖厨を遠ざく
君子は庖厨を遠ざく（くんしはほうちゅうをとおざく）は、『孟子』梁恵王篇上を出典とする故事成語。庖厨（ほうちゅう）は台所の意味。

## 概要
「立派な人物は台所には近付かない」の意味されている。理由は動物を殺して食べるということは残酷であるため。

### 歴史

#### 中国
「孟子」の梁恵王篇上に出てくる。そこでは、ある時に孟子が仕えていた王は、いけにえとして殺される牛がかわいそうであるため、助けるということをしていた。これを聞いた孟子は、このように動物を殺して食べるということを残酷であると感じた王は立派であるとして、孟子は「君子は庖厨を遠ざく」とした。この「君子は庖厨を遠ざく」の気持ちを動物だけでなく庶民に対しても及ぼせば、君子は立派な政治ができるようになるとする。
宣王は儀式で生贄にされる牛が怯えているのを見て、罪も無いのにこのようになるのは忍びないとしていた。君子は政治を行う際に、動物が死ぬときの声を聞いてしまうと支障が出るため、孟子は君子の居宅は調理場から遠いところに置きましょうと説いた。

#### 日本
日本では男子たるものは台所に入り込んで、料理や家事のような女子がするべき事柄には口を出すべきではないという意味で用いられている。男子は台所には入らずに、もっと勉強をしたり武士としてのたしなみを覚えた方が良いとされている。